# ميلدريد إيرب
ميلدريد إيرب (بالإنجليزية: Mildred Earp)‏ هي لاعب كرة قاعدة أمريكية، ولدت في 7 أكتوبر 1925 في ويست فورك في الولايات المتحدة.